# Megachile detersa
Megachile detersa är en biart som beskrevs av Cockerell 1910. Megachile detersa ingår i släktet tapetserarbin, och familjen buksamlarbin. Inga underarter finns listade i Catalogue of Life.